# Distichophyllum pseudomalayense
Distichophyllum pseudomalayense är en bladmossart som beskrevs av Chiang Tzen-yuh och Kuo Chen-meng 1989. Distichophyllum pseudomalayense ingår i släktet Distichophyllum och familjen Hookeriaceae. Inga underarter finns listade i Catalogue of Life.